# Али, Халед
Халед Али (Халид Али, масри خالد على; род. 26 февраля 1972) — египетский общественный, профсоюзный и политический деятель левого толка, юрист и правозащитник. Известен своей борьбой за социальную справедливость и трудовые права, против коррупции в государственном аппарате и частном секторе.

## Биография

### Рабочий активист и правозащитник
Родился в неимущей многодетной семье в небольшой деревне Миит Йаиш в мухафазе Дакахлия. Его родители с трудом сводили концы с концами, чтобы обеспечить своим детям доступ к образованию. В 1994 году, окончив юридический факультет Университета Загазик, Али перебрался в Каир, где активно включился в движения за права человека.
Али — бывший глава Египетского центра экономических и социальных прав (ECESR). В 1999 году он участвовал в создании и работе Центра за права человека имени Хишама Мубарака; также был соучредителем Фронта за защиту египетских протестующих. Основными направлениями его деятельности были воссоздание независимых профсоюзов и отстаивание повышений заработной платы.
В последнюю декаду президентства Хосни Мубарака Али участвовал во многих протестных выступлениях и нескольких известных судебных делах против правительства, начиная с решения 2001 года, существенно расширившего права и возможности профсоюзов. А в 2010 году он выиграл судебный процесс, благодаря которому возросла минимальная заработная плата работников, что, в свою очередь, привело к национализации трёх крупных ранее приватизированных компаний.
Али завоевал репутацию «легендарного предводителя крестового похода против коррупции», а также «самого известного египетского адвоката и защитника независимых профсоюзов и рабочего протеста». Он был награждён премией «Борец с коррупцией Египта» в 2011 году.

### Роль в египетской революции
Али был активистом до, во время и после Египетской революции 2011 года. Он принимал участие в рабочих забастовках как во время режима Мубарака, так и после его падения — так, он был в первых рядах забастовки с требованиями улучшения условий труда и повышения зарплаты в городе Махалла в Дельте 6 апреля 2008 года. Он оказался в числе многих бастующих, которые были в итоге арестованы, но сама стачка положила начало молодёжному «Движению 6 апреля», основанному для солидарности с рабочими.
Халед Али был активным сторонником роли рабочих в революции и организатором рабочей мобилизации во время событий «Арабской весны». Осуждая акты насилия со стороны полиции и военных, он представлял в суде интересы революционеров и семей погибших. В феврале 2011 года Али был задержан в ходе рейда египетских силовиков против Центра прав человека им. Хишама Мубарака. Он выступал против правления Высшего совета Вооруженных сил и поддержал идею отложить разработку новой конституции до выборов 2012 года.

### Участие в президентских выборах
Выдвинув в последний момент свою кандидатуру на президентских выборах 2012 года, Али, которому только исполнилось 40 лет (минимальный возраст для претендента на пост главы государства), стал самым молодым кандидатом на выборах. Его предвыборная платформа была построена вокруг тем социально-экономической справедливости и борьбы с бедностью, включая такие ключевые вопросы, как охрана природных ресурсов, борьба с коррупцией и безработицей, расширение прав трудящихся.
Программа Али предусматривала национализацию некоторых частных компаний, ограничения для иностранцев на владение средствами производства в Египте, права для рабочих и крестьян владеть акциями предприятий, на которых они работают, прогрессивное налогообложение, реформирование систем образования и здравоохранения с целью сделать их бесплатными и эффективными, перераспределение доходов для оказания действенной материальной помощи беднейшим слоям населения. В случае избрания Али обещал назначить тремя заместителями женщину, представителя коптской общины и представителя молодёжи в возрасте до 40 лет.
Особенным приоритетом для кандидата было образование, при помощи которого он рассчитывал вывести Египет из нищеты. 
Али был независимым кандидатом, не принадлежащим ни к одной политической партии, но опирался на левые силы. Кампания Али, опиравшаяся на активистов, студентов, рабочих и крестьян, оказалась динамичной, но принесла ему лишь 0,58 % голосов — большая часть левого электората ушла к Хамдену ас-Сабахи.
Али рассматривал возможность участия в президентских гонках 2014 и 2018 годов, но в конечном итоге в каждом из случаев отказался, найдя выборы в условиях военного режима фарсом.